# 地方性甲状腺肿
地方性甲状腺肿，简称地甲病或地甲肿，是地方性流行病的甲状腺肿。病因是膳食碘缺乏。引起甲状腺代偿性增生肿大，退行性病变。严重地区儿童呈现地方性克汀病。